# Procapreolus
Procapreolus és un gènere extint de mamífers artiodàctils de la família dels cèrvids que visqueren a Euràsia des del Miocè mitjà fins al Plistocè inferior, fa entre 1,8 i 13,8 milions d'anys. Se n'han trobat restes fòssils a França, Geòrgia, Grècia, Itàlia, el Kazakhstan, Moldàvia, Polònia, Romania, Ucraïna i la Xina. Les espècies d'aquest grup pesaven entre 25 i 50 kg. Eren parents propers, o potser fins i tot els avantpassats, dels cabirols d'avui en dia, dels quals es diferenciaven pel fet de tenir les banyes més esveltes i les dents canines superiors més llargues. El nom genèric Procapreolus significa 'anterior a Capreolus'.